# Riasa
Riasa (od gr. ρασα lub ραχος) – jest to długa, z reguły czarna, opuszczona, nie ściągnięta w pasie szata. Jej nazwa pochodzi od greckiego czasownika ρασσω - rozpraszać, marszczyć.
Jest to długa, sięgająca do kostek szata z długimi rękawami. Może być stosowana przez wszystkich duchownych kościołów wschodnich.